# Липляны (Лельчицкий район)
Липляны (бел. Ліпляны) — агрогородок в Лельчицком районе Гомельской области Республики Беларусь. В составе Лельчицкого сельсовета.
Месторождение торфа Печки (0,9 млн м3).

## География

### Расположение
В 3 км на северо-восток от Лельчиц, 70 км от железнодорожной станции Ельск (на линии Калинковичи — Овруч), 218 км от Гомеля.

### Гидрография
На реке Уборть (приток реки Припять), на севере и западе мелиоративные каналы.

## Транспортная сеть
Транспортные связи по просёлочной, затем автомобильной дороге Лельчицы — Мозырь. Планировка состоит из 4 частей: западной (меридиональная прямолинейная улица, к которой с востока присоединяются 2 короткие улицы), центральной (меридиональной ориентации прямолинейная улица), южной (почти прямолинейная улица, ориентированная с юго-запада на северо-восток, к которой присоединяются 2 переулка) и заречной (короткая изогнутая улица, ориентированная с юго-запада на северо-восток, на юг от реки). Застройка преимущественно двусторонняя, деревянная, усадебного типа.

## История
Согласно письменным источникам известна с XVI века как деревня в Мозырском повете Минского воеводства Великого княжества Литовского, во владении православной церкви, а затем Виленской капитулы и графа Соллогуба. Действовала Успенская церковь, в которой хранились записи на вклад в неё виленского епископа Юшкевича (1651 год) и виленского епископа Масальского (1776 год), икона Богоматери.
После 2-го раздела Речи Посполитой (1793 год) в составе Российской империи. В 1856 году вместо обветшавшего построено новое деревянное здание церкви. Согласно переписи 1897 года действовали церковь, водяная мельница, кузница.
В 1923 году открыта школа. В 1930 году организован колхоз «Путь социализма», работали гончарная мастерская и кузница. Во время Великой Отечественной войны в апреле 1943 года оккупанты сожгли деревню и убили 15 жителей. 81 житель погиб на фронтах и в партизанской борьбе, память о них увековечивает скульптура солдата, установленная в 1967 году в центре деревни. Согласно переписи 1959 года центр экспериментальной базы «Уборть». Располагались 2 кирпичных завода, средняя школа, Дом культуры, библиотека, фельдшерско-акушерский пункт, детские ясли-сад, отделение связи, магазин.

## Население

### Численность
- 2024 год — 441 житель

### Динамика
- 1795 год — 24 двора.
- 1834 год — 31 двор.
- 1885 год — 39 дворов, 239 жителей.
- 1897 год — 65 дворов 451 житель (согласно переписи).
- 1908 год — 86 дворов, 592 жителя.
- 1917 год — 142 двора, 804 жителя.
- 1940 год — 227 дворов.
- 1959 год — 1045 жителей (согласно переписи).
- 2004 год — 278 хозяйств, 740 жителей
- 2024 год — 441 житель

## Инфраструктура
Средняя школа, детский сад, фельдшерско-акушерский пункт, отделение почтовой связи, торговые объекты.

## Культура
- Дом культуры
- Библиотека

## События и мероприятия
- Народный праздник «Купалье» (6 июля 2025).

## Достопримечательность
- Памятник погибшим воинам-землякам
- Воинское захоронение партизана Каширцева